# Butch Trucks
Claude Hudson „Butch“ Trucks (11. května 1947, Jacksonville, Florida, USA – 24. ledna 2017) byl americký bubeník, nejvíce známý jako zakládající člen skupiny The Allman Brothers Band. V 60. letech 20. století hrál se skupinou The 31st of February.